# Zagorice, Șumen
Zagorice (în bulgară Загориче) este un sat în comuna Kaolinovo, regiunea Șumen,  Bulgaria. 

## Demografie
Componența etnică a satului Zagorice
     Turci (94,54%)
     Bulgari (1,76%)
     Romi (1,17%)
     Nicio identificare (2,5%)
La recensământul din 2011, populația satului Zagorice era de 678 locuitori. Din punct de vedere etnic, majoritatea locuitorilor (94,54%) erau turci, existând și minorități de bulgari (1,76%) și romi (1,17%). Pentru 2,5% din locuitori nu este cunoscută apartenența etnică.